# Académie impériale des beaux-arts (Brésil)
Pour les articles homonymes, voir Académie impériale des Beaux-Arts et Académie des beaux-arts.
L'Académie impériale des beaux-arts (en portugais : Academia Imperial de Belas Artes, AIBA) est une ancienne école supérieure de beaux-arts fondée en 1826 à Rio de Janeiro, au Brésil colonial, par le roi de Portugal Jean VI.
Fondée sur les bases de l'École royale des sciences, des arts et des métiers, qui fait face à de nombreuses difficultés institutionnelles et financières initiales, l'Académie réussit finalement à se stabiliser, assumant un rôle central dans la détermination des orientations de l'art national au cours de la seconde moitié du XIXe siècle, devenant un centre de diffusion de nouveaux idéaux esthétiques et éducatifs, et l'un des principaux bras exécutifs du programme culturel nationaliste parrainé par l'empereur du Brésil Pierre II.
Avec l'avènement de la République en 1889, elle a été rebaptisée École nationale des beaux-arts (pt), avant d'être absorbée au XXe siècle par l'université fédérale de Rio de Janeiro qui poursuit son activité jusqu'à aujourd'hui en tant qu'une de ses unités d'enseignement, l'École des beaux-arts de l'université fédérale de Rio de Janeiro.